# Cássia Kis
Cássia Kis, née le 6 janvier 1958 à Rio de Janeiro, est une actrice brésilienne. Anciennement connue sous le nom de Cássia Kiss, elle a inclus le nom de famille de son mari dans son nom de scène entre 2010 et 2015 et a changé le deuxième pseudonyme de Kiss à Kis (Cássia Kis Magro). Actuellement, son nom de scène est Cássia Kis.

## Biographie
Fille de Josep Kiss, mécanicien de profession, Cássia est la petite-fille paternelle de parents hongrois. L'actrice est la tante du mannequin international Márcio Kiss, ancien basketteur et mannequin pour Major Model Brazil, une agence de São Paulo.   Après avoir passé une enfance difficile, et en raison de désaccords familiales, Cássia est expulsée de sa maison à l'âge de 15 ans. Cássia a déclaré lors d'interviews que lorsqu'elle a quitté la maison, elle n'a pu emporter qu'un matelas et des draps, et qu'elle a passé plus de cinq ans sans donner de nouvelles à sa famille. Après son expulsion, elle part vivre avec sa meilleure amie. Après trois mois, elle part vivre avec un couple d'amis musiciens, toujours à São Caetano do Sul. À cette époque, elle devient hippie, et commence à assister aux spectacles de ses amis musiciens, qui jouent leur musique agitée dans les bars de la région. Plus tard, elle est abandonnée à 17 ans par le père de son enfant alors qu'elle est enceinte. Elle décide d'avorter dans la clandestinité. Dans des interviews ultérieures, elle a déclaré qu'il lui a fallu de nombreuses années pour regretter cet acte, mais qu'elle ne comprenait pas pourquoi, après cet événement de sa vie, elle avait développé une dépression, faisant plusieurs tentatives de suicide, en plus d'avoir souffert de boulimie, maladie contre laquelle elle a lutté pendant plus de dix ans.
Elle s'installe à Rio de Janeiro en 1981, à l'âge de 23 ans. À cette période, Cássia est prête à changer sa vie, à continuer à étudier le théâtre et à travailler. Dès son arrivée dans la ville, elle commence à dormir dans la rue, sur les bancs des places, car elle ne connaissait pas Rio et n'avait pas d'argent pour quoi que ce soit. Elle a été aidée par un poète populaire, qui l'a installée dans une chambre de bonne de son appartement, dans lequel elle partageait l'espace avec trois femmes de chambre. Elle a commencé à essayer de se comprendre et a commencé à faire de la méditation et du yoga pendant son temps libre. Elle a commencé à travailler comme femme de ménage, lavant les toilettes chez des gens riches pour subvenir à ses besoins et payer le temple où elle faisait de la méditation et du yoga. Elle a abandonné la méditation, le yoga et le nettoyage au bout de six mois et a commencé à vendre des sandwiches sur la plage pendant un an pour payer son cours de théâtre et subvenir à ses besoins. A cette époque, elle a trouvé un nouveau petit ami. Après un mois de fréquentation, ils ont emménagé ensemble dans un appartement loué. Après 7 mois d'une union stable, souffrant de sa jalousie possessive et de son agressivité, Cassia se sépare de lui.
À 24 ans, alors qu'elle joue déjà des pièces dans les environs de Rio, elle est approuvée et parvient à devenir étudiante à la Fundação das Artes, l'une des meilleures écoles de musique et de théâtre d'Amérique latine. C'est ainsi qu'elle a pu bénéficier d'une formation professionnelle, mettant de plus en plus en valeur son talent. Elle a commencé à suivre une école de théâtre avec le metteur en scène Silnei Siqueira pour améliorer les techniques de dramaturgie et d'art scénique. À cette époque, il est retourné chercher sa mère, l'appelant après neuf ans sans lui donner de nouvelles, et lui a dit qu'il lui pardonnait tout, et lui a demandé si elle voulait lui demander pardon, mais sa mère n'a rien dit. Malgré cela, trois ans plus tard, sa mère a repris contact avec lui et lui a demandé pardon.
Elle se convertit au spiritisme et devient végétarienne en 1989, à l'âge de 31 ans. En 1990, elle découvre qu'elle souffre de trouble bipolaire de type mixte. Depuis le début de l'adolescence, elle souffrait de cette maladie psychiatrique, car elle se niait à elle-même qu'elle avait de forts problèmes émotionnels. Cette même année, elle commence une psychothérapie, qui lui a servi de support pour surmonter de nombreux problèmes.
Toujours préoccupée par les questions sociales, elle participe en 1989 à une campagne du ministère brésilien de la santé sur la prévention du cancer du sein. En 2006, elle a été marraine au Brésil de la Semaine mondiale de l'allaitement maternel, promue par la Société brésilienne de pédiatrie et le ministère de la Santé,,.
Lors de l'émission Encontro com Fátima Bernardes du 12 mai 2022, l'actrice déclare à nouveau être contre l'avortement, renforçant que sa position est due à son lien et à sa conversion au catholicisme.
En janvier 2023, Rede Globo de Televisão décide de ne plus renouveler le contrat avec l'actrice. Selon des informations publiées par le magazine 'Veja, les raisons de ce licenciement seraient les controverses auxquelles elle a été mêlée ces dernières années, comme la participation à des actes antidémocratiques et des remarques homophobes. 

## Filmographie

### Cinéma
- 2000 : La Bête à sept têtes (Bicho de Sete Cabeças) de Laís Bodanzky : Meire, la mère de Neto

### Telenovelas
- 1984 : Livre para Voar (dans le rôle de Verona)
- 1985 : Roque Santeiro (dans le rôle de Lulu)
- 1987 : Brega e Chique (dans le rôle de Silvana)
- 1988 : Vale Tudo (dans le rôle de Leila)
- 1990 : Barriga de Aluguel (dans le rôle de Ana)
- 1990 : Pantanal (dans le rôle de Maria Marruá (Rede Manchete))
- 1993 : Fera Ferida (dans le rôle de Ilka Tibiriçá)
- 1996 : Quem É Você? (dans le rôle de Beatriz)
- 1997 : Por Amor (dans le rôle de Isabel)
- 1998 : Pecado Capital (dans le rôle de Eunice)
- 2000 : Esplendor (dans le rôle d'Adelaide)
- 2001 : Porto dos Milagres (dans le rôle d'Adma Guerrero)
- 2002 : Sabor da Paixão (dans le rôle de Cecília)
- 2006 : Cobras e Lagartos (dans le rôle de Henriqueta/Teresa)
- 2007 : Eterna Magia (dans le rôle de Zilda)
- 2009 : Paraíso (dans le rôle de Mariana)
- 2010 : Escrito nas Estrelas  (dans le rôle de Francisca)
- 2011 : Morde e Assopra (dans le rôle de Dulce Maria)
- 2012 : Amor Eterno Amor (dans le rôle de Melissa Borges Sobral)
- 2015 : A Regra do Jogo (dans le rôle de Djanira)

### Séries et miniséries
- 2004 : Um Só Coração (dans le rôle de Guiomar Penteado)
- 2005 : Mad Maria (dans le rôle d'Amália)
- 2006 : JK (dans le rôle de Maria)
- 2015 : Felizes para Sempre? (dans le rôle d'Olga)
- 2016 : Nada Será Como Antes (dans le rôle d'Odete de Souza)
- 2020 : Unsoul (Desalma)  (dans le rôle de Haia)